# Лесовое (Дубровицкий район)
Лесовое (укр. Лісове) — село, центр Лесовского сельского совета Дубровицкого района Ровненской области Украины.
Население по переписи 2001 года составляло 492 человека. Почтовый индекс — 34141. Телефонный код — 3658. Код КОАТУУ — 5621883901.

## Местный совет
34121, Ровненская обл., Дубровицкий р-н, с. Лесовое, ул. Центральная, 14.